# Lugano Pallanuoto
La società sportiva Lugano Nuoto Pallanuoto Sincro (Lugano NPS) è nata nel 2002 dalla fusione delle due storiche società di sport acquatici della cittadina sul Ceresio, ossia Società Nuoto Lugano (SNL), nata nel 1928, e Nuotatori Luganesi '84 (L84), nata del 1984.
L'attuale Presidente è Gabriele Massetti.

## Settore Pallanuoto
Il settore Pallanuoto della Lugano NPS ha ereditato dalla SNL i 12 titoli di campione svizzero conquistati dal 1928 al 2002, sufficienti a garantire il primato in termini di allori rispetto ad ogni altra compagine luganese di ogni altro sport.
Dal 2008, a parte una breve parentesi di riassestamento nel 2012, la prima squadra conclude stabilmente i campionati nelle prime posizioni e dal 2010 ha inanellato una serie di record che hanno proiettato la società del Ceresio nell'Olimpo della pallanuoto svizzera.
Il 24 luglio 2010 ha conquistato il suo 13º sigillo, restando imbattuta per 5 mesi e con il bomber Lazzarini che ha superato le 100 reti stagionali.
Nel 2014 Lugano il Lugano conquista il suo quattordicesimo titolo nazionale e conquista la prima edizione dello Swiss Trophy, torneo organizzato dalla Federazione nazionale dedicato a soli giocatori con licenza svizzera. 
Nel luglio 2016 si aggiudica il quindicesimo titolo, battendo in tre finali senza storia l'SC Horgen, campione in carica
Dal 2017 la squadra prende la denominazione Lugano Sharks e con il nuovo brand conquista la settima coppa svizzera della sua storia battendo in finale il Kreuzlingen con il punteggio di 18-7.
Nel 2018 gli Sharks centrano la doppietta, conquistando la loro ottava coppa svizzera battendo in finale lo Sciaffusa e il loro titolo di campione svizzero numero 17 sconfiggendo in finale il Kreuzlingen, concludendo la stagione imbattuti.
Nel 2019 e nel 2021 la squadra si piazza sul secondo gradino del podio.
Dal 2022 la squadra subisce un naturale processo di ringiovanimento, aumentando l'attrattività e la presenza nel roster di atleti cresciuti nel vivaio, sotto la visione della sapiente guida del coach ligure Jonathan Del Galdo.
Nel giugno 2024 la squadra ottiene un ottimo secondo posto in regular season e conquista l'accesso diretto alle semifinali play off.

## Palmarès
- 17 titoli di campione svizzero (1970, 1971, 1972, 1973, 1985, 1986, 1988, 1989, 1995, 1996, 1997, 2006, 2010, 2014, 2016, 2017, 2018)
- 8 Coppe svizzere (2006, 2009, 2010, 2011, 2015, 2016, 2017, 2018)
- 3 Swiss Trophy (2014, 2015, 2016)

## Rosa
| N° |                     | Ruolo | Giocatore                  |
| -- | ------------------- | ----- | -------------------------- |
|    | Svizzera (bandiera) | P     | Elia Casoli                |
|    | Svizzera (bandiera) | P     | Andrea Maksimovic          |
|    | Svizzera (bandiera) | CV    | Nicola Pucar               |
|    | Svizzera (bandiera) | CV    | Luka Krstic                |
|    | Italia (bandiera)   | CV    | Federico Pagani (capitano) |
|    | Svizzera (bandiera) | A     | Sebastien Zanola           |
|    | Svizzera (bandiera) | A     | Giacomo Geninazzi          |
|    | Svizzera (bandiera) | A     | Daniel Luis                |

| N° |                     | Ruolo | Giocatore           |
| -- | ------------------- | ----- | ------------------- |
|    | Svizzera (bandiera) | A     | Andrea Brambillasca |
|    | Svizzera (bandiera) | A     | Nicolas Ravetta     |
|    | Svizzera (bandiera) | A     | Dusan Radivojevic   |
|    | Svizzera (bandiera) | A     | Ryan Maffioli       |
|    | Italia (bandiera)   | A     | Mattia Tedeschi     |
|    | Italia (bandiera)   | A     | Tommaso Campanella  |
|    | Italia (bandiera)   | CB    | Tommaso Busilacchi  |
|    | Svizzera (bandiera) | CB    | Sebastian Ravetta   |